# Нафтовик (Долина)
«Нафтови́к» — український футбольний клуб з міста Долини Івано-Франківської області. 10-разовий чемпіон Івано-Франківської області. Провів 11 сезонів у другій лізі Чемпіонату України з футболу (1997/98 — 2007/08), 330 матчів. На даний час виступає на аматорському рівні в змаганнях обласного рівня.

## Історія[1]
Історія футбольної команди "Нафтовик" бере свій початок у 1955 році, коли в Долині швидкими темпами почався розвиток нафтогазової промисловості. В місто приїхало жити і працювати багато молодих людей, серед них і любителі футболу. Створення команди пов’язане з іменами Ярослава Пишкевича і Павліца Шпейхера. Пізньої осені 1955 р. команда під назвою «Нафтовик» зіграла свій дебютний матч проти іншої долинської  команди «Авангард» в якому поступився з рахунком 0:2. Вже наступного року «Нафтовик» зіграв на обласній першості хімічної і нафтової промисловості. А вже до кінця 50-х рр. «Нафтовик» став найсильнішою командою району.
Новий етап розвитку футболу на Долинщині розпочався 60-х рр. Тоді «Нафтовик» перейшов на напівпрофесійний рівень. В 1960р. долинська команда вперше стала призером обласної першості завоювавши бронзові медалі. 1962р. «Нафтовик» здобуває свій перший трофей – кубок області,  а в 1964р. вперше стає чемпіоном області. Привів її до перемоги відомий футболіст Мирослав Думанський, який був граючим тренером в команді. Кращим футболістом того часу був Ігор Дирів. Це єдиний вихованець долинського футболу, який був запрошений в Київське «Динамо».
Найбільшого свого розквіту долинський футбол набув в період з 1965 по 1980 рік, коли тренери спортивної школи Петро Василик, Петро Буяков, Леслав Ригерт давали гідне поповнення в «Нафтовик». Тож не дивно, що «Нафтовик» укомплектований своїми власними вихованцями, показував тоді змістовну гру і був одним з найсильніших клубів області.
З 1978р. «Нафтовик» бере участь в змаганнях на першість УРСР серед колективів фізкультури (КФК). Тренував в той час команду Мирон Пиндус. 1979р. команда стала чемпіоном області і зайняла 5 місце в першості України серед колективів фізкультури. Треба зазначити, що з 1974р. ігри проходять на новому стадіоні «Нафтовик», а стадіон в старій частині міста перейшов у розпорядження Долинської гімназії №1.
Новий етап в розвитку долинського футболу почався у 80-х рр., коли тренером долинян став Євген Камінський. Він зумів створити в Долині боєздатну команду, але основне завдання – перемогти в зональних змаганнях серед колективів фізкультури і вийти в 2 лігу УРСР виявилось не під силу. У вирішальній грі «Нафтовик» поступився Самбору 0:1. Після цього «Камінь» пішов у відставку, а новим тренером долинян призначили колишнього гравця збірної СРСР, львівських «Карпат» і харківського «Металіста» Ростислава Поточняка. За час його перебування в команді з 1984 по 1986р. «Нафтовик» і досяг своїх найбільших успіхів  (перемога в зональних змаганнях КФК).
Після того як Поточняк пішов з команди, тренером «Нафтовика» став вихованець долинського футболу Степан Штень. 1989р. під його керівництвом «Нафтовик» став чемпіоном області і володарем кубка області. 1990р. команда повторно стала чемпіоном області. 1994р. «Нафтовик» знову стає чемпіоном області. Того ж року «Нафтовик» виступав в чемпіонаті України серед КФК і зайняли 5 місце. 
Найбільшого  свого успіху за часів незалежності України «Нафтовик» домігся в 1997р., коли став чемпіоном області і завоював третє місце в чемпіонаті України серед аматорів. Долиняни здобули путівку в другу лігу чемпіонату України і отримали статус професіоналів. 
Протягом 10 сезонів «Нафтовик» виступав в групі А другої ліги України. Найбільш вдалим сезоном був сезон 2002-2003, коли долиняни зайняли 4 місце. Але на жаль цього успіху команда більше не повторила. ВАТ «Укрнафта», яке було постійним спонсором «Нафтовика» постійно скорочувало видатки на утримання команди, поступово звівши його до нуля. Долиняни проведуть ще кілька сезонів серед команд майстрів і 25 березня 2008 р. ФК «Нафтовик» Долина перестане існувати як професійний клуб.
За часів незалежності футбольна команда "Нафтовик" існувала в статусі громадської організації СФК "Нафтовик" (президент – Степан Йосипович Штень). Утримання команди фінансувалось за рахунок найбільшого спонсора ВАТ "Укрнафта". Проте, з 2008 року, коли нафтовики припинили фінансування команди, клуб перейшов на утримання за рахунок коштів районного бюджету.
У 2016 році відбулась визначна подія в новітній історії клубу – Долинська районна та міська ради своїми рішеннями взяли зобов’язання щодо паритетного фінансування утримання команди. За рішенням двох рад, за участю громадської організації "Долинська районна федерація футболу" було створено нову юридичну особу – Асоціація "Футбольний клуб "Нафтовик-Долина". Новим президентом клубу став заступника міського голови Долини - Володимир Смолій.

## Досягнення
- Учасник другої ліги чемпіонату України протягом 1997-2008 років (найвище досягнення 4-те місце в сезоні 2002/03)
- Бронзовий призер 'чемпіонату України з футболу серед аматорів – 1997
- Чемпіон Івано-Франківської області (10) – 1964, 1979, 1980, 1983, 1984, 1989, 1990, 1994, 1997, 2018/19
- Срібний призер чемпіонату Івано-Франківської області (9) – 1961, 1963, 1975, 1977, 1978, 1986, 1987, 2017/18, 2019/20
- Бронзовий призер чемпіонату Івано-Франківської області (5) – 1960, 1962, 1982, 1988, 1996
- Володар Кубка Івано-Франківської області (5) – 1962, 1968, 1980, 1988, 1989
- Фіналісти Кубка Івано-Франківської області (8) – 1963, 1969, 1970, 1982, 1985, 1986, 1994, 1997
- Володар Суперкубка Івано-Франківської області (3) – 1983, 1988, 1990
- Володар Меморіалу ім. Юста (1) – 2003
- Володар Кубка Підгір’я (2) – 2006, 2012

## «Нафтовик» у Кубку України
| Матчів:             | 20  | - |                           |          |
| Перемог:            | 5   | - | відсоток перемог:         | 25,0%    |
| Нічиїх:             | 4   | - | відсоток нічиїх:          | 20,0%    |
| Поразок:            | 11  | - | відсоток поразок:         | 55,0%    |
| Забитих м'ячів:     | 19  | - | у середньому за матч:     | 0,95     |
| Пропущених м'ячів:  | 37  | - | у середньому за матч:     | 1,85     |
| Різниця м'ячів:     | -18 |   |                           |          |
| Найбільша перемога: | 3:0 |   | Найрезультативніший матч: | 1:5, 0:6 |
| Найбільша поразка:  | 0:6 |   | Найрезультативніша нічия: | —        |

Участь в другій лізі чемпіонату України, давала право змагатись в Кубку України. Найбільш пам’ятним є для «Нафтовика» розіграш Кубка у сезоні 2005-2006 років, де у 1\16 фіналу в Долину завітала сімферопольська «Таврія», яка виступала у вищій лізі чемпіонату України. На газон долинського стадіону тоді вийшли такі зірки футболу як Віталій Рева, Олександр Чижевський, Артем Старгородський, Олександр Головко, Едмар, Володимир Гоменюк, Олександр Ковпак. 
У 2009 році «Нафтовик» відновився в статусі аматорського колективу та з того часу виступає в змаганнях обласного рівня, які проводяться під егідою Івано-Франківської обласної федерації футболу.

## Тренери
- 1955: Павліц Шпайхер (відповідальний за команду)
- 1956: Сергій Вітрик (відповідальний за команду)
- 1957: Богдан Лазорко (інструктор-методист)
- 1958: Казимир Лозінський (головний тренер)
- 1959: Мирон Пиндус (інструктор-методист)
- 1960: Іштван Онус (головний тренер)
- 1961-1963: Євген Фірсов (головний тренер)

- 1963–1964: Мирослав Думанський (головний тренер)
- 1965-1983: Мирон Пиндус (головний тренер)

- 1983: Євген Камінський (головний тренер)
- 1983: Михайло Гнатишин (головний тренер), Богдан Поточняк (начальник команди)
- 1984–1986: Ростислав Поточняк (головний тренер), Богдан Поточняк (начальник команди)
- 1987–1991: Степан Штень (головний тренер)
- 1992: Ігор Креховецький (головний тренер)
- 1993: – Мирон Пиндус (головний тренер)
- 1994–2013: Степан Штень (головний тренер і президент клубу)
- 2014: Віктор Поптанич (головний тренер)
- 2015–2017: Роман Гошовський (головний тренер)
- 2017-2020: Валентин Москвін (головний тренер)
- 2020-2023: Басараб Михайло (головний тренер)
- 2023-... : Роман Гошовський (головний тренер)